# Proprietăți optice ale cristalelor

Fenomenul de reflexie

Proprietățile optice ale cristalelor se referă la comportarea radiațiilor ultramagnetice din domeniul razelor vizibile la întâlnirea unui corp solid anizotrop. Prin prezența cristalului lumina va suferi un proces de reflexie, refracție și absorbție proces a cărui intensitate depinde de natura și structura cristalului.